# LSV Brandis
Der Luftwaffen Sportverein Brandis war ein kurzlebiger Sportverein im Deutschen Reich mit Sitz in der Stadt Brandis im heutigen Landkreis Leipzig.

## Geschichte
Der LSV wurde spätestens im Jahr 1940 gegründet und belegte in der Spielzeit 1940/41 in der 3. Leipziger Kreisklasse – Staffel 8 den ersten Platz und stieg damit auf. In der darauf folgenden Saison gelang das gleiche auch in der 2. Kreisklasse. Die erste Saison in der 1. Klasse Leipzig beendete der Verein mit 23:21 Punkten auf dem siebten Platz. In der Saison 1943/44 wurde die Mannschaft mit 26:6 Punkten Zweiter. In der Saison 1944/45 sollte LSV Brandis in der Gauliga Sachsen innerhalb der Gruppe Leipzig in der Staffel 1 am Spielbetrieb teilnehmen. Aufgrund der Kriegsereignisse war der Verein aber bald gezwungen die Mannschaft zurückzuziehen. SV Viktoria Leipzig rückte aus der unteren Klasse nach. Die Gauliga im Bereich Leipzig wurde bei Ausfall einiger Begegnungen bis zum März 1945 mit zwei Finalspielen der Staffelersten (Markranstädt – VfB Leipzig 3:3 u. 2:3) zu Ende gespielt. Neben den Meisterschaftsspielen war der LSV Brandis im Tschammerpokal 1943 erfolgreich und erreichte nach Siegen gegen TuRa Leipzig (8:3) und Fortuna Leipzig (7:0) das Halbfinale im Sportgau Sachsen, in dem man dem Spitzenteam Dresdner SC mit 1:6 unterlag.
Am Ende des Kriegs wurde LSV Brandis aufgelöst.